# Bezirk Schärding
Der Bezirk Schärding ist ein politischer Bezirk des Landes Oberösterreich.
Er grenzt

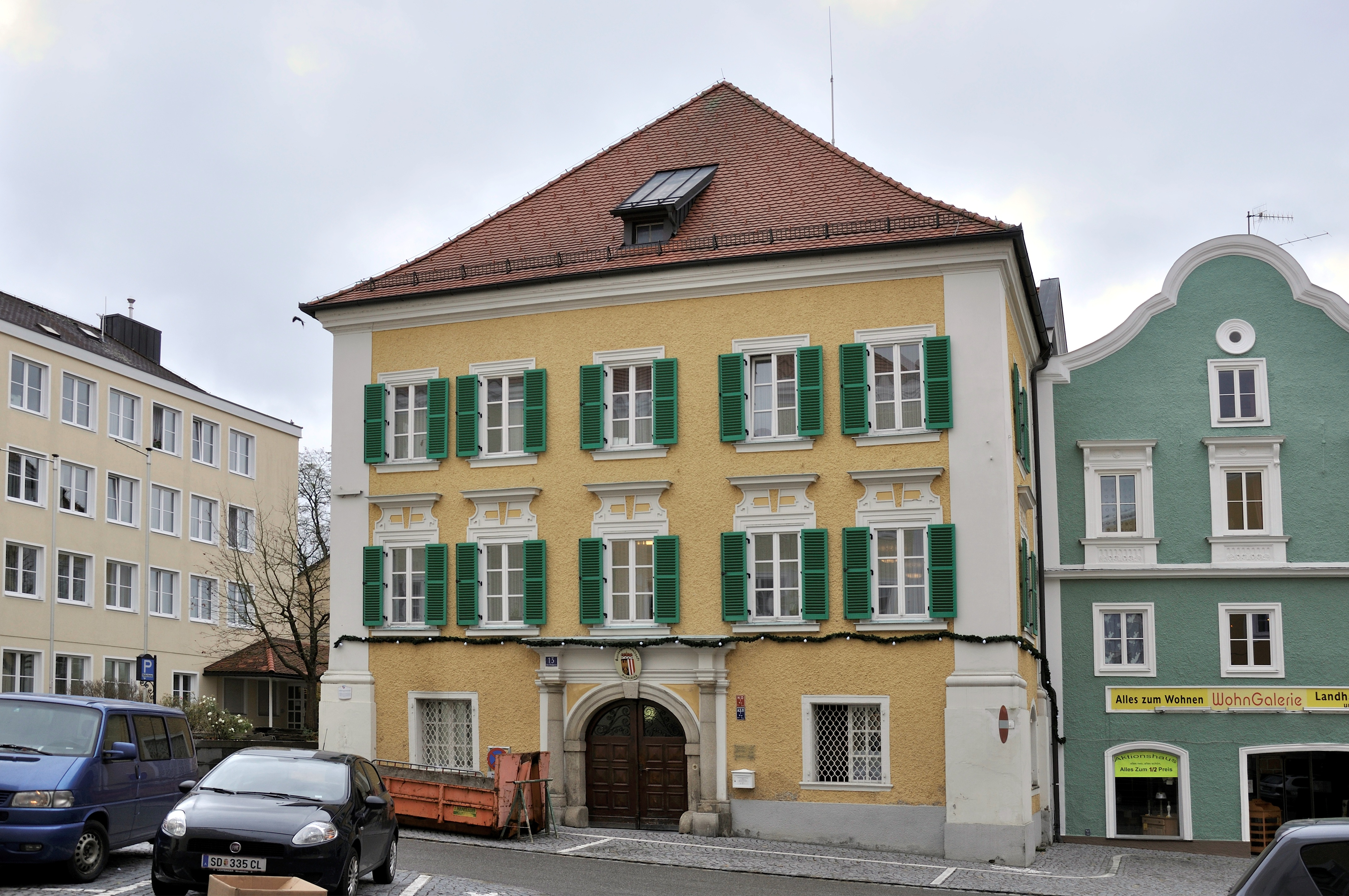
Bezirkshauptmannschaft Schärding

- im Süden an den Bezirk Ried im Innkreis,
- im Osten an die Bezirke Grieskirchen und Rohrbach,
- im Norden und Westen an den Freistaat Bayern.

Er entspricht der Region Unteres Innviertel.

## Geschichte
Der Bezirk wurde im Jahr 1868 eingerichtet. Im Zuge der Schaffung des Bezirks Grieskirchen musste 1906 der Bezirksgerichtssprengel Peuerbach abgegeben werden.
Nach dem Anschluss Österreichs an das Deutsche Reich am 13. März 1938 wurde aus dem politischen Bezirk Schärding der „Landkreis Schärding“. Nach 1945 erfolgte die Wiederherstellung des politischen Bezirks Schärding.
Bis Ende 2003 bestanden im Bezirk mit den Gerichtsbezirken Engelhartszell, Raab und Schärding drei Gerichtsbezirke. Engelhartszell und Raab wurden jedoch per 1. Jänner 2003 aufgelöst und die zugehörigen Gemeinden dem Gerichtsbezirk Schärding unterstellt.

## Angehörige Gemeinden

Gemeinden des Bezirks Schärding

Der Bezirk Schärding umfasst 30 Gemeinden, darunter mit Schärding eine Stadt sowie neun Marktgemeinden. Esternberg ist die flächenmäßig größte Gemeinde des Bezirks. Die Einwohnerzahlen sind vom 1. Jänner 2024.
| Gemeinde                        | Lage | Ew    | km²   | Ew / km² | Gerichtsbezirk | Region | Typ             | Foto | Metadaten         |
| ------------------------------- | ---- | ----- | ----- | -------- | -------------- | ------ | --------------- | ---- | ----------------- |
| Altschwendt                     |      | 722   | 12,76 | 57       | Schärding      |        | Gemeinde        | nein | Gem.Kennz.: 41401 |
| Andorf                          |      | 5.218 | 37,67 | 139      | Schärding      |        | Markt- gemeinde | ja   | Gem.Kennz.: 41402 |
| Brunnenthal                     |      | 2.060 | 14,94 | 138      | Schärding      |        | Gemeinde        | ja   | Gem.Kennz.: 41403 |
| Diersbach                       |      | 1.526 | 28,14 | 54       | Schärding      |        | Gemeinde        | nein | Gem.Kennz.: 41404 |
| Dorf an der Pram                |      | 1.095 | 12,68 | 86       | Schärding      |        | Gemeinde        | nein | Gem.Kennz.: 41405 |
| Eggerding                       |      | 1.401 | 22,34 | 63       | Schärding      |        | Gemeinde        | ja   | Gem.Kennz.: 41406 |
| Engelhartszell                  |      | 921   | 18,83 | 49       | Schärding      |        | Markt- gemeinde | ja   | Gem.Kennz.: 41407 |
| Enzenkirchen                    |      | 1.809 | 23,30 | 78       | Schärding      |        | Gemeinde        | nein | Gem.Kennz.: 41408 |
| Esternberg                      |      | 2.855 | 40,26 | 71       | Schärding      |        | Gemeinde        | ja   | Gem.Kennz.: 41409 |
| Freinberg                       |      | 1.515 | 20,16 | 75       | Schärding      |        | Gemeinde        | ja   | Gem.Kennz.: 41410 |
| Kopfing im Innkreis             |      | 1.970 | 33,32 | 59       | Schärding      |        | Markt- gemeinde | ja   | Gem.Kennz.: 41411 |
| Mayrhof                         |      | 315   | 5,33  | 59       | Schärding      |        | Gemeinde        | nein | Gem.Kennz.: 41412 |
| Münzkirchen                     |      | 2.552 | 21,07 | 121      | Schärding      |        | Markt- gemeinde | ja   | Gem.Kennz.: 41413 |
| Raab                            |      | 2.341 | 22,46 | 104      | Schärding      |        | Markt- gemeinde | ja   | Gem.Kennz.: 41414 |
| Rainbach im Innkreis            |      | 1.566 | 24,42 | 64       | Schärding      |        | Gemeinde        | nein | Gem.Kennz.: 41415 |
| Riedau                          |      | 2.021 | 7,61  | 265      | Schärding      |        | Markt- gemeinde | ja   | Gem.Kennz.: 41416 |
| St. Aegidi                      |      | 1.556 | 28,72 | 54       | Schärding      |        | Gemeinde        | nein | Gem.Kennz.: 41417 |
| St. Florian am Inn              |      | 3.216 | 24,16 | 133      | Schärding      |        | Markt- gemeinde | ja   | Gem.Kennz.: 41418 |
| St. Marienkirchen bei Schärding |      | 2.025 | 24,93 | 81       | Schärding      |        | Gemeinde        | ja   | Gem.Kennz.: 41419 |
| St. Roman                       |      | 1.789 | 31,77 | 56       | Schärding      |        | Gemeinde        | nein | Gem.Kennz.: 41420 |
| St. Willibald                   |      | 1.091 | 14,51 | 75       | Schärding      |        | Gemeinde        | nein | Gem.Kennz.: 41421 |
| Schardenberg                    |      | 2.472 | 31,63 | 78       | Schärding      |        | Markt- gemeinde | ja   | Gem.Kennz.: 41423 |
| Schärding                       |      | 5.414 | 4,08  | 1327     | Schärding      |        | Stadt- gemeinde | ja   | Gem.Kennz.: 41422 |
| Sigharting                      |      | 878   | 5,66  | 155      | Schärding      |        | Gemeinde        | ja   | Gem.Kennz.: 41424 |
| Suben                           |      | 1.713 | 6,40  | 268      | Schärding      |        | Gemeinde        | nein | Gem.Kennz.: 41425 |
| Taufkirchen an der Pram         |      | 2.947 | 29,18 | 101      | Schärding      |        | Markt- gemeinde | ja   | Gem.Kennz.: 41426 |
| Vichtenstein                    |      | 626   | 10,75 | 58       | Schärding      |        | Gemeinde        | ja   | Gem.Kennz.: 41427 |
| Waldkirchen am Wesen            |      | 1.166 | 21,43 | 54       | Schärding      |        | Gemeinde        | ja   | Gem.Kennz.: 41428 |
| Wernstein am Inn                |      | 1.554 | 16,52 | 94       | Schärding      |        | Gemeinde        | ja   | Gem.Kennz.: 41429 |
| Zell an der Pram                |      | 1.987 | 23,37 | 85       | Schärding      |        | Gemeinde        | ja   | Gem.Kennz.: 41430 |

## Mittelpunkt
Der geographische Mittelpunkt des Bezirkes liegt in der Katastralgemeinde Großwaging, Gemeinde Diersbach (⊙).

## Wirtschaft
Im Bezirk gibt es rund 2450 Betriebe, davon entfallen auf den Handel 1112, das Gewerbe 999, den Tourismus 203, das Verkehrswesen 203 und auf die Industrie 52. Einen hohen Anteil machen Kleinstbetriebe aus. Die Randlage fern dem Oberösterreichischen Zentralraum erschwert die Bedingungen am Arbeitsmarkt. Ein Teil der Arbeitnehmer pendelt nach Bayern (Euregio-Zusammenarbeit Inn-Salzach).

## Persönlichkeiten
- Richard Billinger
- Hans Kinzl, Namensgeber für die Kinzl Crests in der Antarktis
- Alfred Kubin
- Friedrich Ch. Zauner
- Norbert Zeilberger